# شاكيل فانس
شاكيل فانس (بالإنجليزية: Shaquille Vance) هو منافس ألعاب قوى أمريكي، ولد في 22 مارس 1991 في تشولا فيستا في الولايات المتحدة.

## وصلات خارجية
- شاكيل فانس على موقع اللجنة الأولمبية والبارالمبية الأمريكية (الإنجليزية)